# Luis Migone Repetto
Luis Alberto Migone Repetto (Santiago, 25 de diciembre de 1959) es un eclesiástico católico chileno. Es el obispo auxiliar de Santiago de Chile, desde mayo de 2023.

## Biografía
Luis Alberto nació el 25 de diciembre de 1959, en la ciudad chilena de Santiago. Hijo de inmigrantes italianos.
Realizó su formación primaria y secundaria en la «Scuola Italiana», de su ciudad natal.
Estudió medicina en la Pontificia Universidad Católica de Chile (PUC) (1978-1981), pero descubrió su vocación religiosa y abandonó sus estudios universitarios para seguirla.
En 1982, ingresó Seminario Pontificio Mayor de Santiago, donde realizó los estudios eclesiásticos, obteniendo el bachillerato en Teología.
En el 2000, tras realizar estudios en la PUC, obtuvo la licenciatura en Teología.

### Sacerdocio
Su ordenación sacerdotal fue el 1 de abril de 1989, incardinándose en la arquidiócesis de Santiago de Chile.
Como sacerdote desempeñó los siguientes ministerios:
- Vicario parroquial (1989) y párroco de San José, en Quinta Normal (1993).[2]
- Secretario personal del arzobispo de Santiago de Chile, Carlos Oviedo (1990-1993).[1]
- Formador (1994-2023) y director espiritual (2001-2023) del Seminario Pontificio Mayor de Santiago.[2]
- Canónigo de la Catedral de Santiago (2015-2023).
- Miembro del Consejo Presbiteral, por la Pastoral Extraterritorial (2021-2023).[3]
- Director espiritual del Organización de Seminarios Latinoamericanos, en Chile (hasta 2023).[4]

Ha impartido diversos cursos de espiritualidad para la formación sacerdotal en Chile, en Colombia y en República Dominicana.

### Episcopado
El 6 de mayo de 2023, el papa Francisco lo nombró obispo titular de Amaura y obispo auxiliar de Santiago de Chile.
Escogió como lema episcopal la frase: "Para que todos sean uno".
Fue consagrado el 1 de julio del mismo año, en una ceremonia en la Catedral Metropolitana de Santiago, a manos del cardenal-arzobispo Celestino Aós OFM Cap.